# Ceratotheca triloba
Ceratotheca triloba är en sesamväxtart som först beskrevs av Johann Jakob Bernhardi, och fick sitt nu gällande namn av Joseph Dalton Hooker. Ceratotheca triloba ingår i släktet Ceratotheca och familjen sesamväxter. Inga underarter finns listade i Catalogue of Life.

## Bildgalleri

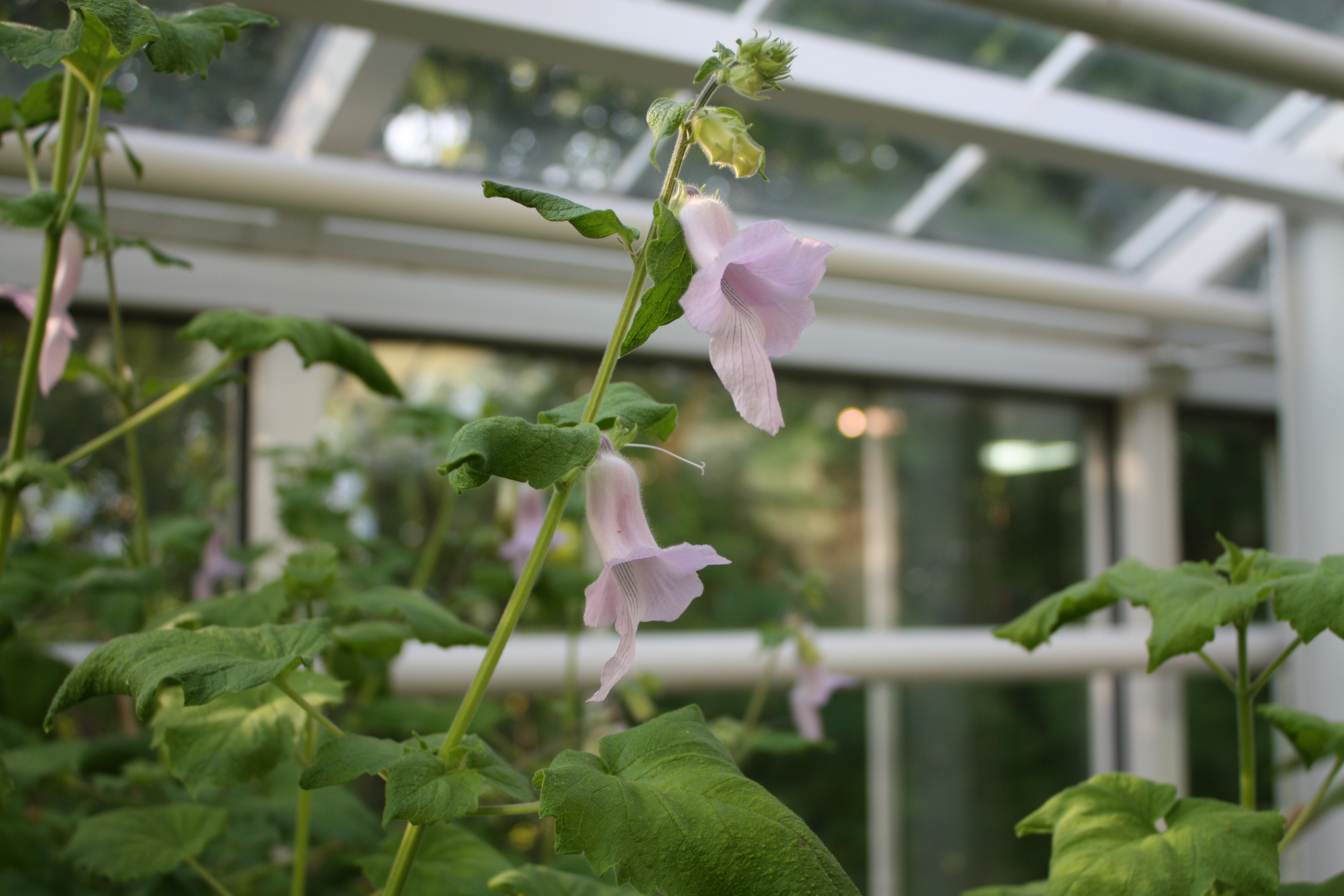
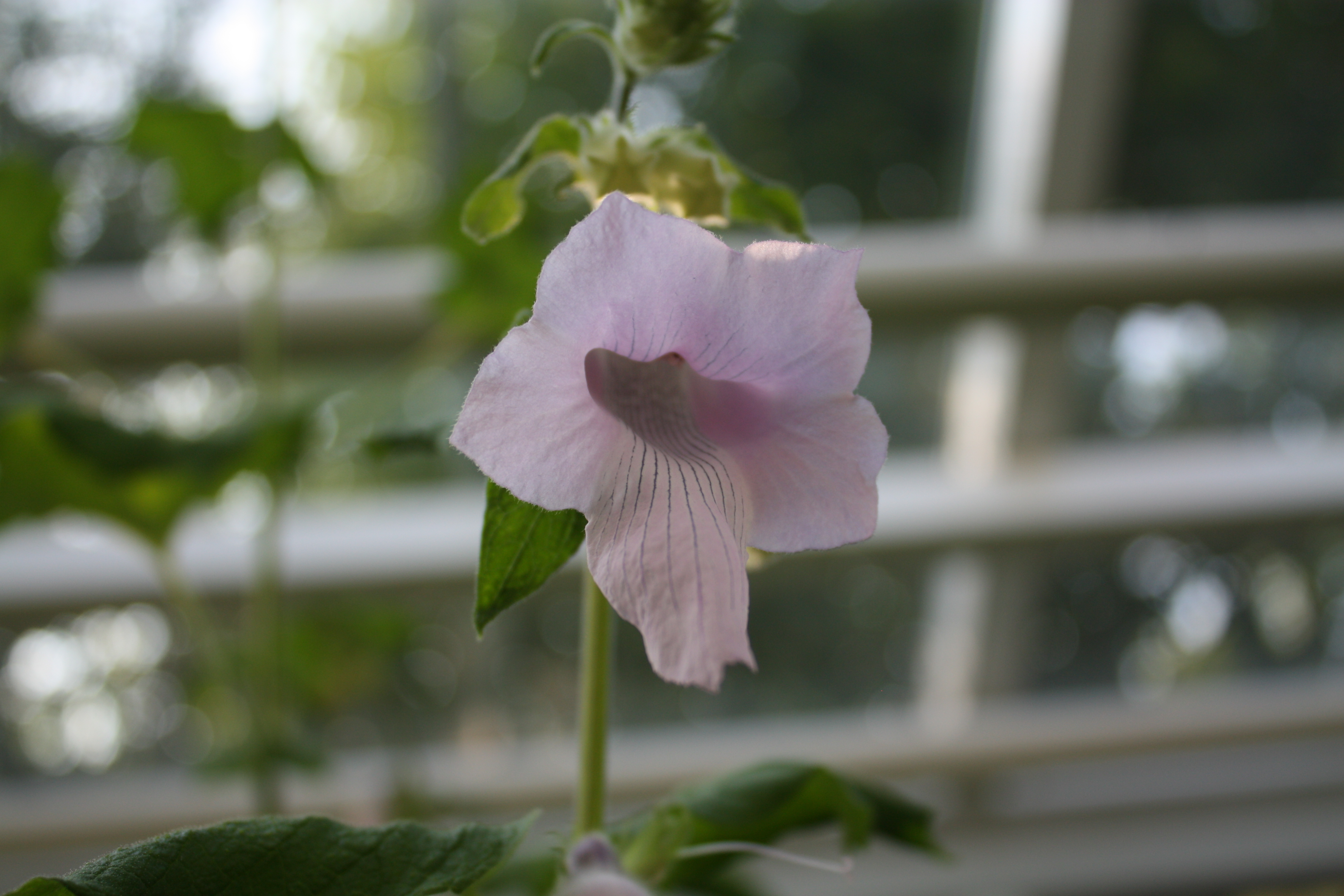
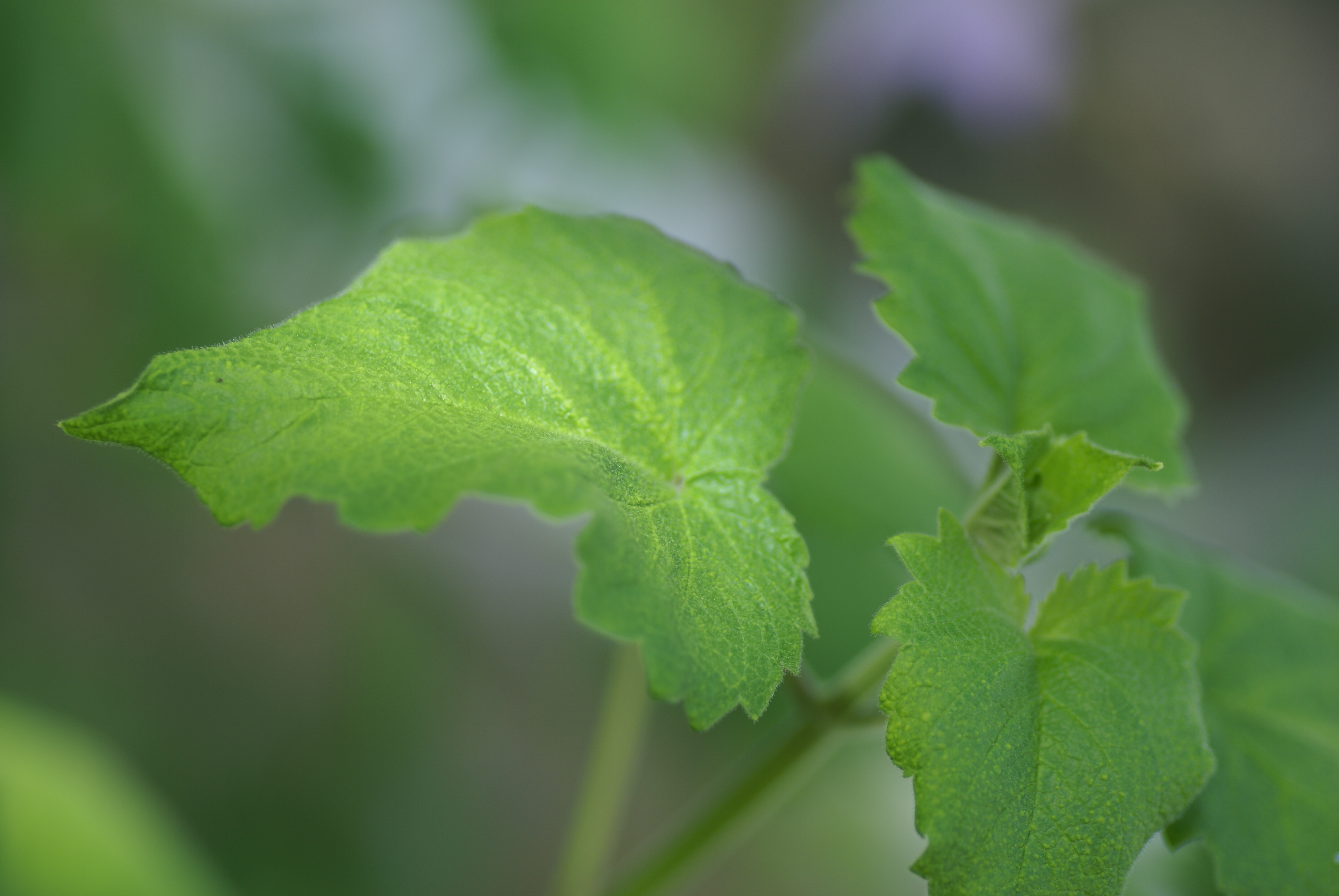
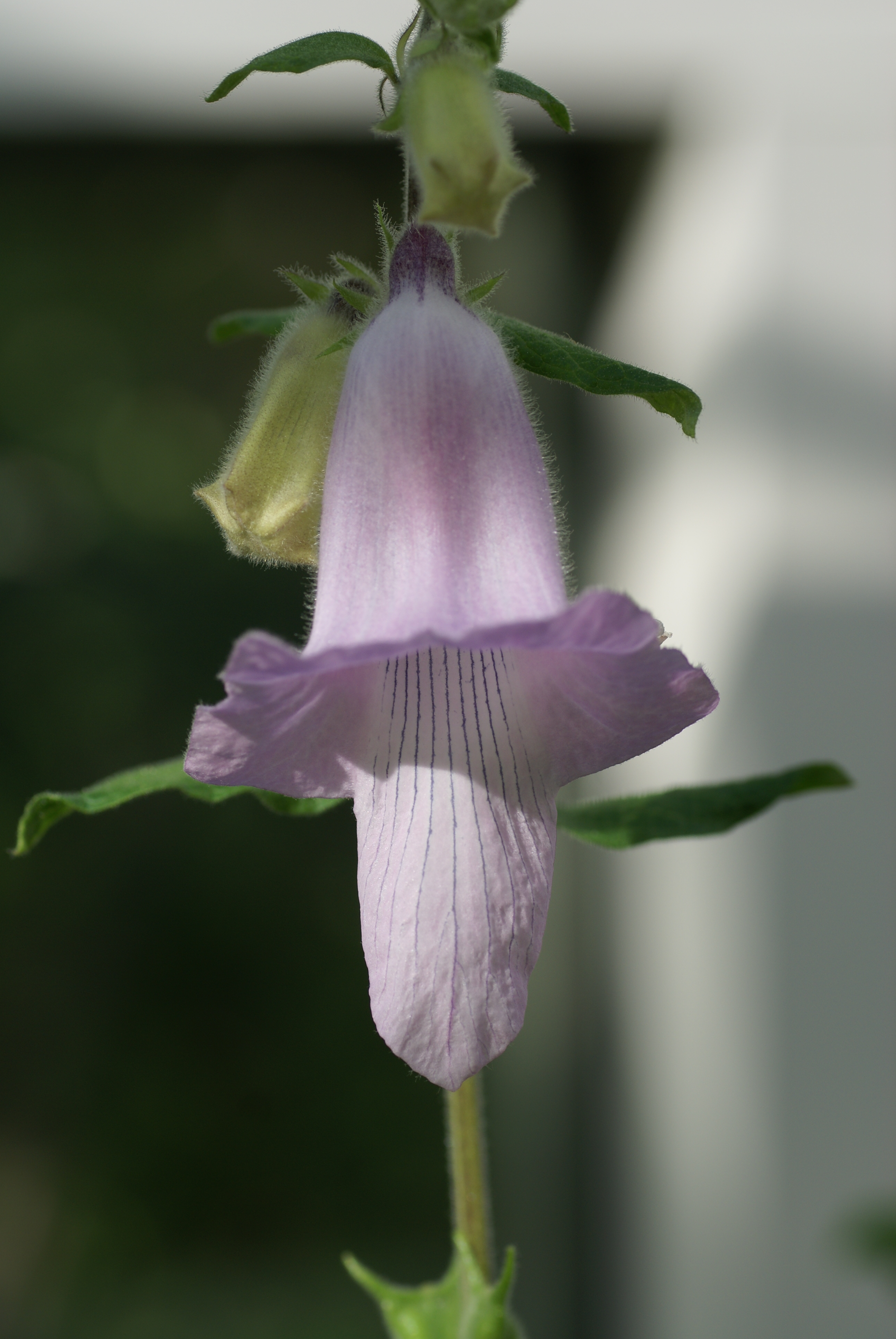
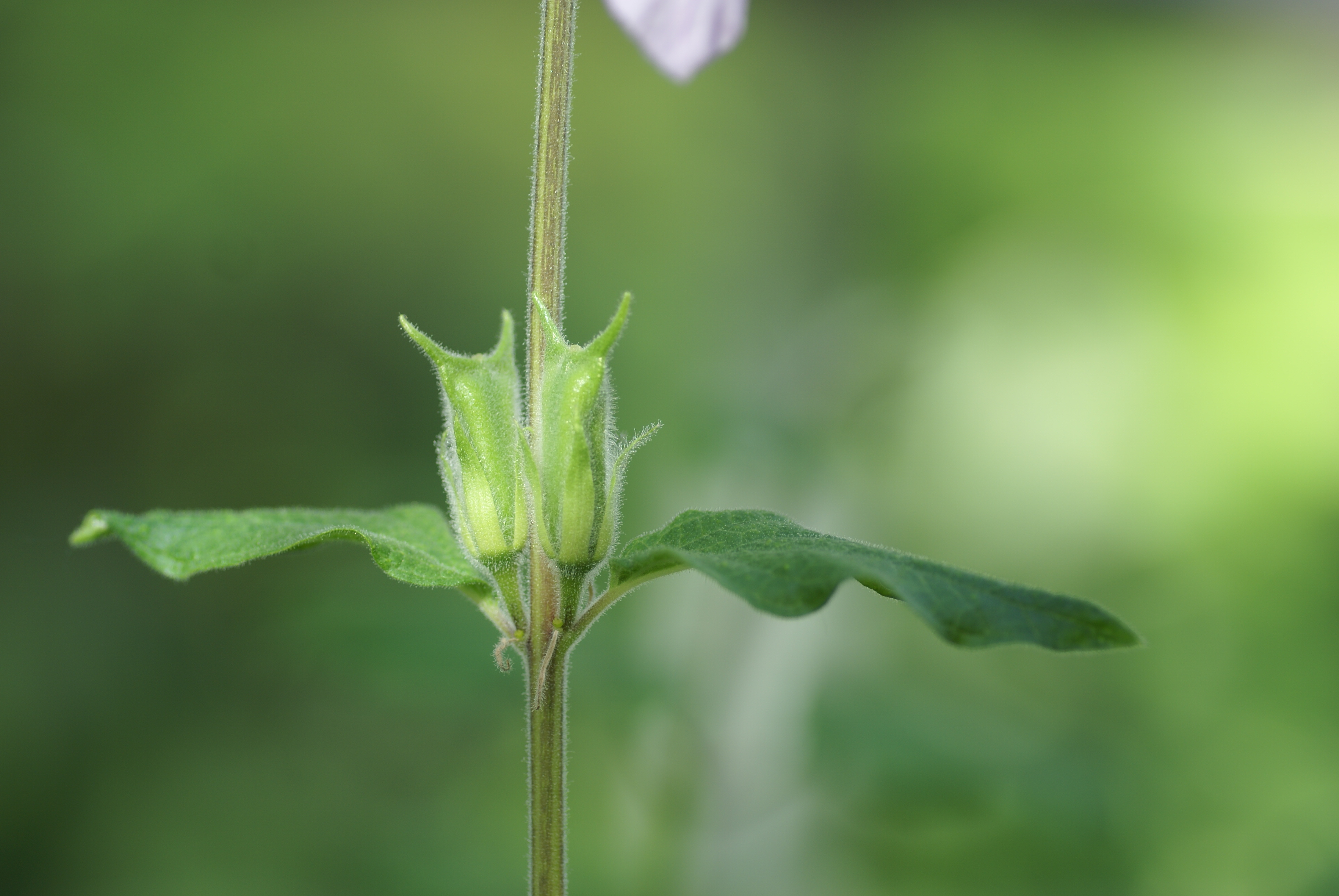
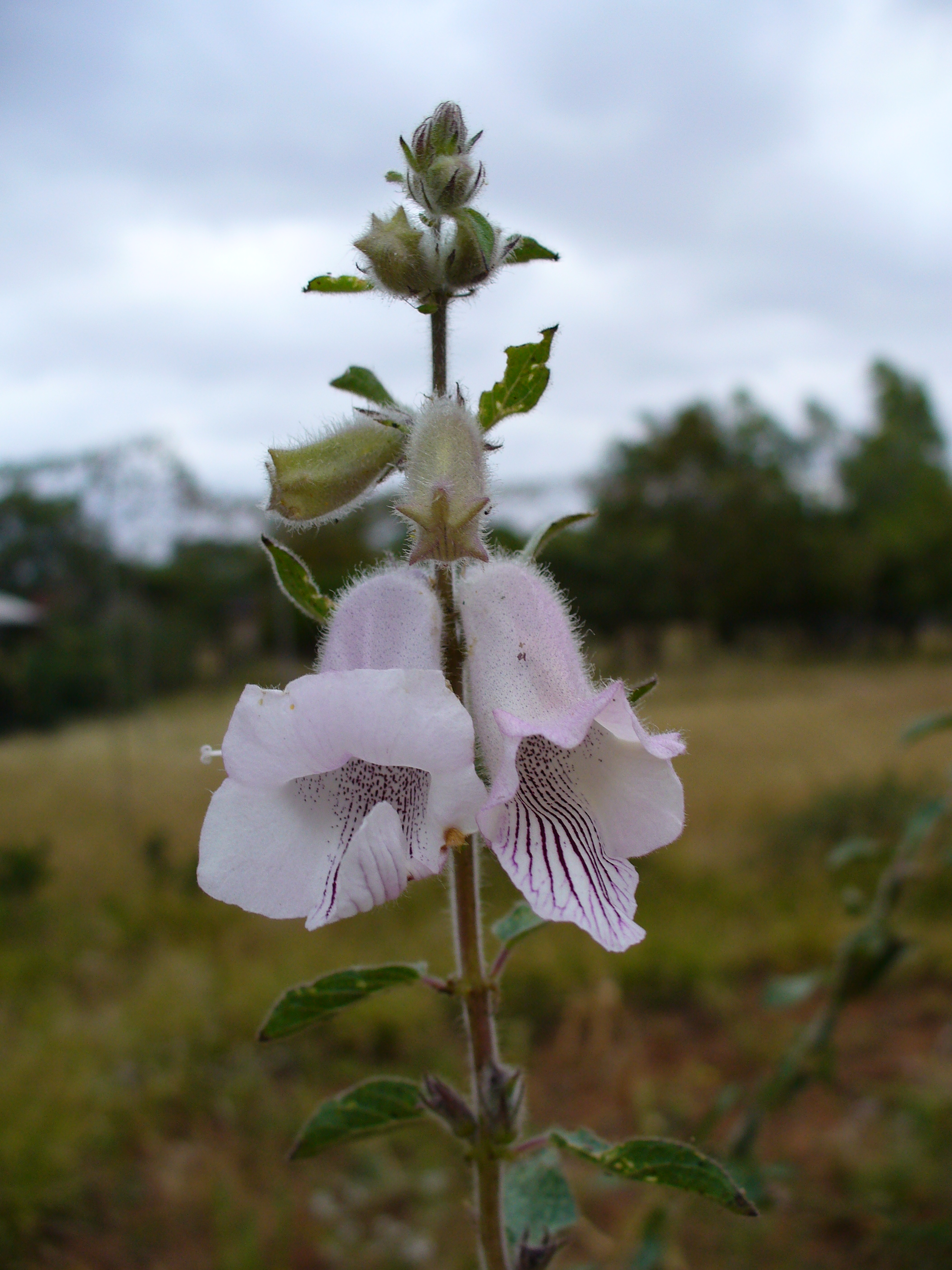
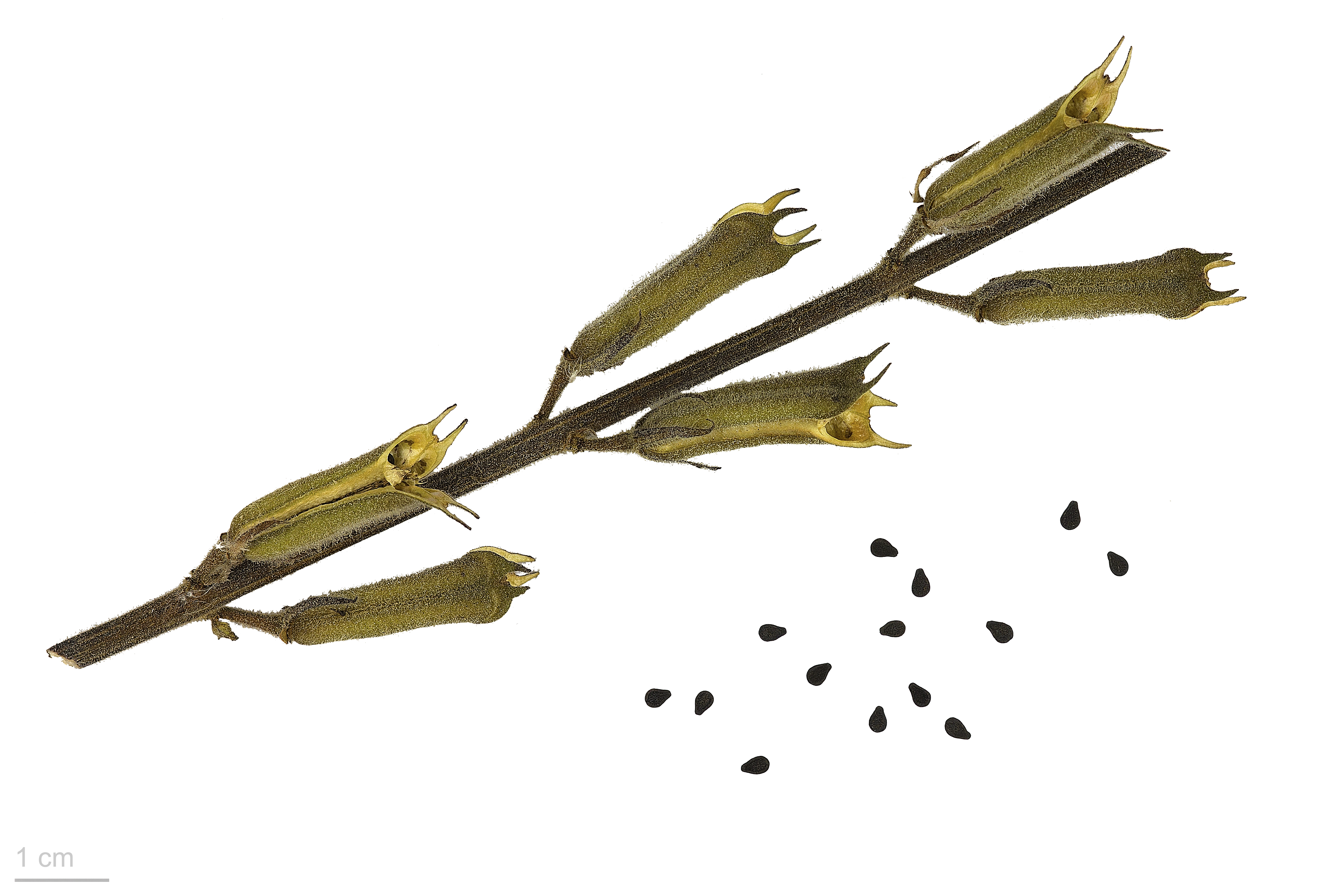
Ceratotheca triloba - Museum specimen